# Гигу, Джанни
Джанни Бисмарк Гигу (исп. Gianni Bismark Guigou Martínez; род. 22 февраля 1975, Нуэва-Пальмира, Колония) — уругвайский футболист, левый полузащитник, долгое время выступал за национальную сборную.

## Биография
Гигу начал карьеру в «Насьонале» в 1994 году. В середине 2000 года, после завоевания второго чемпионства с «трёхцветными», перешёл в итальянскую «Рому», где год спустя стал чемпионом Италии.
Итальянский этап карьеры у Гигу включил также выступления за команды «Сиена», «Фиорентина» и «Тревизо». После того, как последний лишился статуса профессионального клуба, ФИФА постановила о том, что игроки этого клуба не имеют более обязательств и могут перейти в другие команды. Джанни решил возвратиться в родной «Насьональ». Последний матч провёл 2 мая 2010 года, долгое время был в статусе свободного агента, на данный момент завершил карьеру.
Гигу сыграл в 41 матче за сборную Уругвая за период с 1999 по 2004 год. Вместе с «Селесте» он стал вице-чемпионом Кубка Америки 1999 года, а также участником финальной части Чемпионата мира 2002 года, где уругвайцы не сумели выйти из группы вместе с другими бывшими чемпионами мира — Францией.

## Достижения
- Чемпион Уругвая (2): 1998, 2000
- Чемпион Италии: 2000/01
- Вице-чемпион Кубка Америки: 1999